# لورانس أناستازيا
لورانس أناستازيا (بالإنجليزية: Lawrence Anastasia)‏ هو سياسي أمريكي، ولد في 20 ديسمبر 1926 في نوروولك في الولايات المتحدة، وتوفي بنفس المكان في 24 يوليو 2008. انتخب عضو مجلس نواب كونيتيكت.